# Karácsond
Karácsond is een plaats (község) en gemeente in het Hongaarse comitaat Heves. Karácsond telt 3190 inwoners (2002).